# فابیو دی سوزا لوریرو
فابیو دی سوزا لوریرو (به پرتغالی: Fábio de Souza Loureiro) مدافع اهل برزیل است که در شهر ریودو ژانیرو و در تاریخ ۱۰ سپتامبر ۱۹۸۰ به دنیا آمده‌است.
فابیو دی سوزا لوریرو در تیم‌های فوتبال Dois Vizinhos سابقهٔ حضور دارد.